# ミケリーノ・モリナーリ・ダ・ベソッツォ

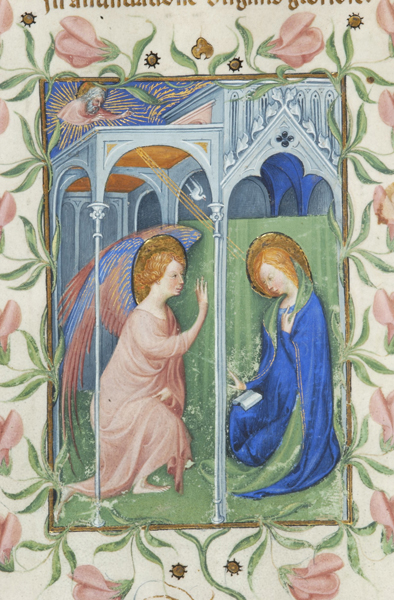
祈祷書、モルガン・ライブラリー・博物館

ミケリーノ・モリナーリ・ダ・ベソッツォ（1370– 1455年ごろ）は、15世紀の著名なイタリアの画家兼装飾写本画家であり、その作品は広く賞賛された。主にミラノとロンバルディアで制作し、ミラノの支配者であったヴィスコンティ家に雇われた。ミケリーノの作品はロンバルディア派の伝統に従い、トレチェントの様式を維持している。

## 私生活
ミケリーノは1388年に生まれ、1450年以降に亡くなった。自身の画業の初めにパヴィアに住んでいたので、ミケーレ・ダ・パヴィアという名前でその当時からいくつかの文書で言及されていると信じられている。ミケリーノは1439年から亡くなるまでミラノに住み、ミラノの支配者であったヴィスコンティ家のために仕事をした。彼の後援者であった最初のミラノ公爵、ジャン・ガレアッツォ・ヴィスコンティが亡くなり、ジョヴァンニ・マリア・ヴィスコンティが権力を握ったとき、ミケリーノはジョヴァンニの困難な統治を避けるためにヴェネツィアとヴィチェンツァに移った。ヴェネツィアでは、画家のジェンティーレ・ダ・ファブリアーノ（ジェンティーレ・ディ・ニッコロ・ディ・マッシオ）と接触していた。
ミケリーノには息子のレオナルドがいた。レオナルドは装飾写本画家でもあり、1428年から1488年まで働いた。レオナルドの作品には、イタリアのナポリにある聖ジョヴァンニ・ア・カルボナーラ教会に残っている注目すべきフレスコ画が含まれている。

## 画業

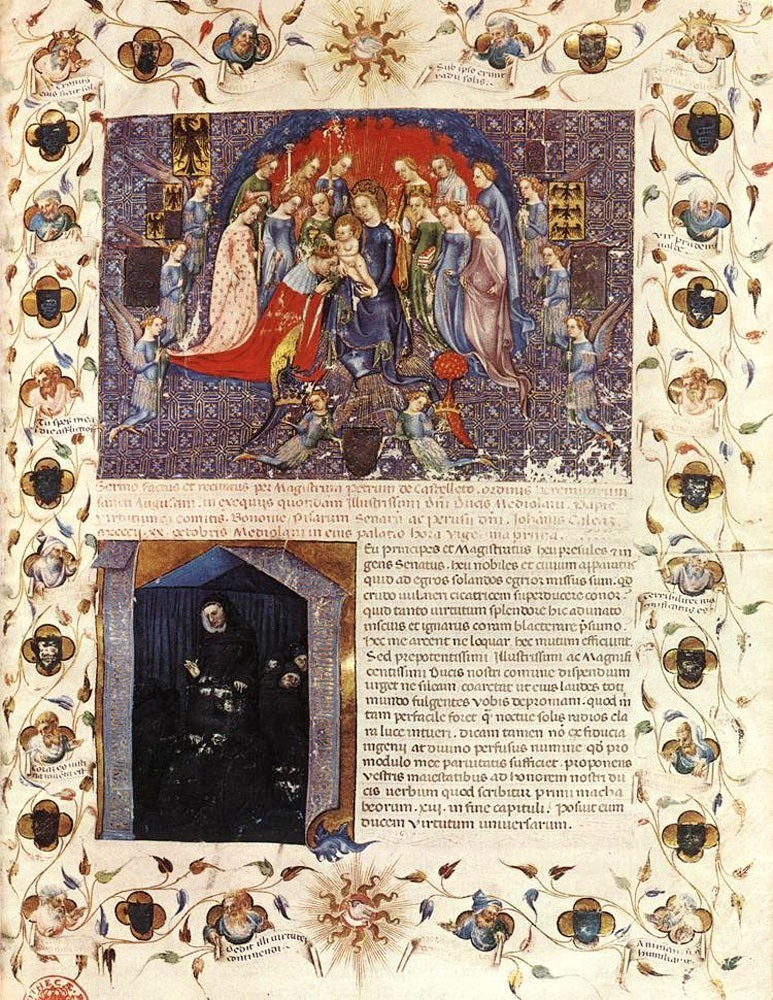
ミケリーノ・ダ・ベソッツォ、『ジャンガレアッツォ・ヴィスコンティへの賛辞』、1402-1403年、14.5 x 9.5センチ（37.5 x 24インチ）、国立図書館、パリ

ロンバルディア派の15世紀のイタリア人芸術家として、ミケリーノの装飾写本は国際ゴシック様式の線描形式に従い、抽象的でありながら、その作品の緻密な特質のために自然主義的に見える。作品のいくつかは今日まで現存しているが、ミケリーノは当時の最も有名な芸術家の一人であり、広く賞賛された。ミケリーノの他の作品はルネサンスの古典的な様式を否定し、代わりにルネサンス以前の時代遅れとなったゴシック様式のより厳格な形式を維持している。ミケリーノの画業は、ヴィスコンティ家で働いていたミラノ滞在中、最も重要なものであった。ミケリーノはミラノで主要な制作の依頼をされ、とりわけヴィスコンティの大聖堂の窓を設計するために採用された。

### 『ジャン・ガレアッツォ・ヴィスコンティへの賛辞』
1404年、ミケリーノは、後援者であったジャン・ガレアッツォ・ヴィスコンティの葬儀のために細密装飾写本を作成した。これらの細密装飾は現在、パリの国立図書館に収蔵されている。ジャン・ガレアッツォ・ヴィスコンティのためのこの賛辞の本文は、ヴィスコンティの宮廷から依頼され、アウグスチノ修道会の修道士ピエトロ・ダ・カステレットによって書かれた。ミケリーノの細密装飾には、ピエトロ・ダ・カステレットの本文を囲む繊細な花輪が含まれている。ミケリーノの装飾には、インペリアルとビスコティの両方の紋章が付いた名誉の布などの細部もある。紋章は、ジャン・ガレアッツォの戴冠式を表すピエトロの賛辞の場面の背景として機能しているが、この戴冠式は作品の他のすべての人物よりも大きく表されている幼子イエス・キリストによって執り行われている。他の場面には、説教壇からアウグスチノ会修道士に演説するピエトロ・ダ・カステレットが含まれている。ジャン・ガレアッツォ・ヴィスコンティの賛辞には、ヴィスコンティ家の完全な系図に伴うミケリーノの装飾も含まれているが、ミケリーノは、古代ギリシャとローマのコインとメダルに触発された横顔の描写を通じてヴィスコンティ家の系図を表現している。系図は、ヴィスコンティ家をユピテルによって執り行われたとされるトロイの木馬の王子アンキーセースと、女神ヴィーナスの結婚にまで遡っている。ミケリーノは、アンキーセース、ヴィーナス、ユピテルを15世紀のフィレンツェの貴族として表している。この作品での古代への言及は、ミケリーノの作品を通した中世的様相を帯びているとしても、ヴィスコンティの宮廷でのヒューマニズムを暗示している。作品はフランスのヴァロワ家の芸術に似ているため、ヴィスコンティ家の王朝への執着と、結婚によって王朝の権力を得る欲求に訴えた。この作品の詳細で洗練された特質とヴァロワ家の作品との類似性は、ミケリーノの作品が貴族階級にとても魅力的であった理由を浮き彫りにしている。

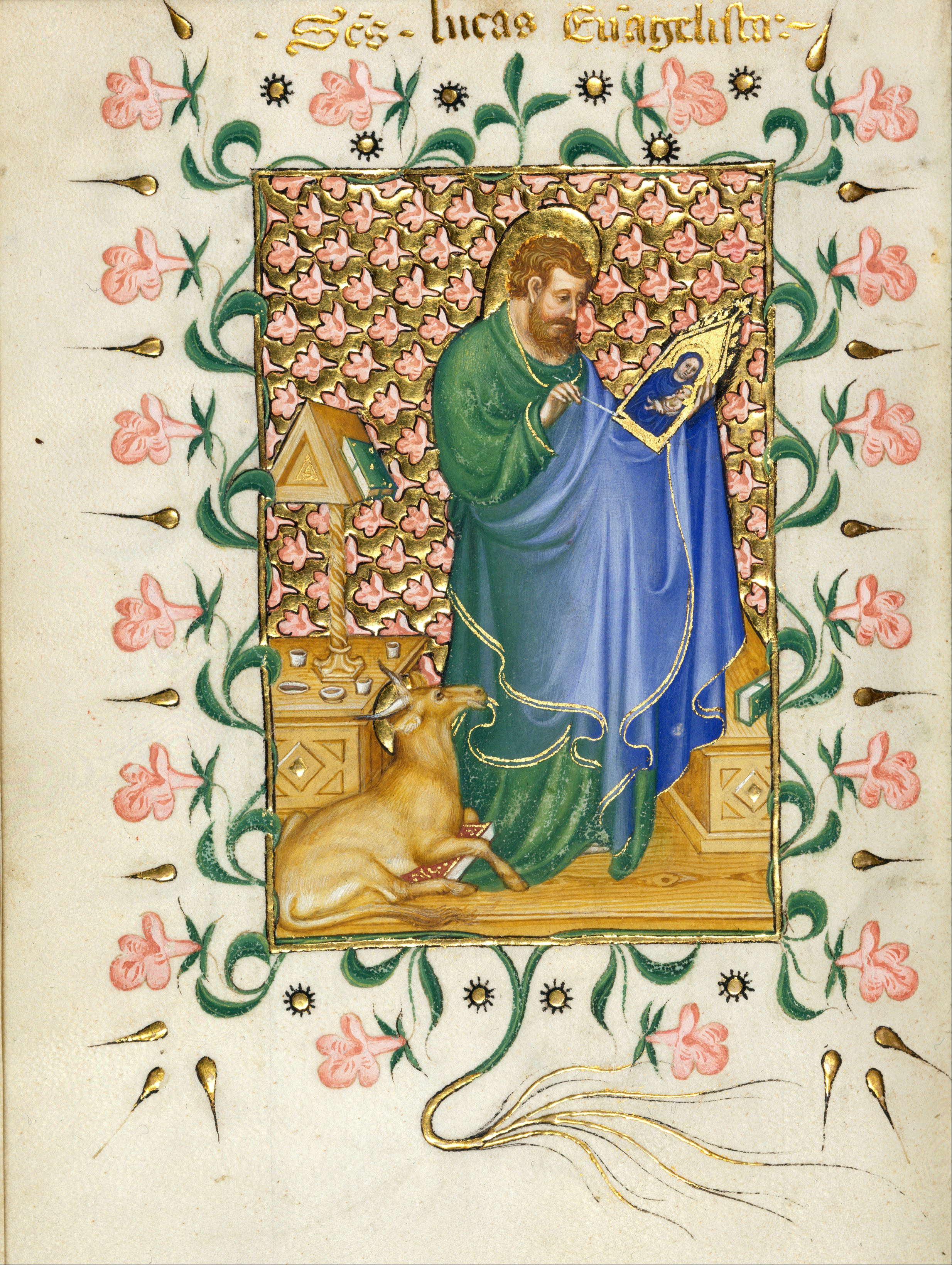
ミケリーノ・ダ・ベソッツォ、『聖母を描く聖ルカ』、ラテン語の祈祷書、ミラノ、1420年ごろ、170 x 120ミリ

### 『聖母を描く聖ルカ』
『聖母を描く聖ルカ』は現在、モルガン・ライブラリー・博物館のコレクションにある1420年の小さなラテン語の祈祷書にある細密装飾である。この祈祷書にはミケリーノの既存の作品の大部分が含まれており、47の祈りからなる本文は、一人の筆記者によって暗褐色のインクで書かれた。この本は現在、銀の留め金が付いた19世紀のベルベットで綴じられており、花の縁取りが施された22ページの各ページ全般にわたる細密装飾が含まれている。とはいえ、本来の細密装飾の半分は失われている。『聖母を描く聖ルカ』の装飾は、聖母子の板絵を完成させている聖ルカを描いており、西洋の最初期の、この場面の表現の一つである。 15世紀後半、イタリアのルネサンスの残りの期間を通じて、この主題はますます人気が高まったが、それは聖ルカが画家や画家ギルドの守護聖人だったからである。 15世紀、16世紀、17世紀を通じて、芸術家たちは聖ルカが聖母子を描いていることを描くことにより、聖なる芸術的創造を広め続けた。ミケリーノのバージョンでは、切妻のある板絵を立ち姿で制作している聖ルカを描いている。一方、ジョルジョ・ヴァザーリのサンティッシマ・アヌンチアータ教会にある1565年のフレスコ画では、聖ルカは異世界的なモデルの肖像画を描いているが、このモデルはヴァザーリの絵画にも描かれている。

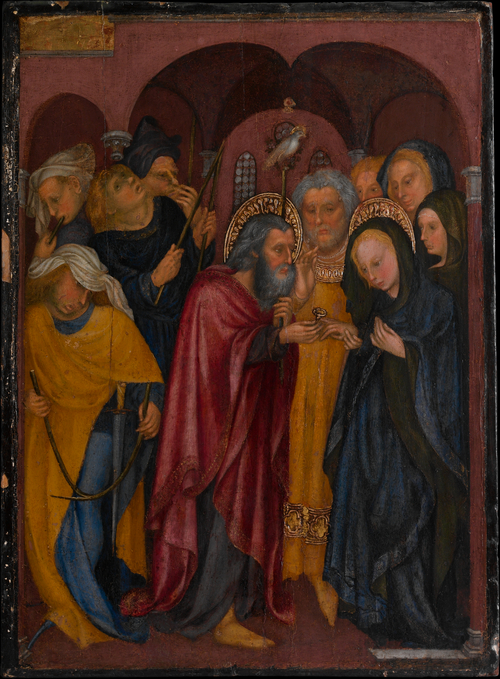
ミケリーノ・ダ・ベソッツォ、『聖母の結婚』、1430年、板上にテンペラと金、65.1 x 47.6 センチ(25 5/8 x 18 3/4インチ）、メトロポリタン美術館

### 成熟期
ミケリーノの1410年のヴェネツィア訪問は、その後の20年間のヴェネツィア派絵画の全体的な発展にとって非常に重要であった。ヴェネツィアとヴィチェンツァの両方がミケリーノの繊細な様式を高く評価し、賞賛した。他の注目すべき作品としては、現在、シエナの国立絵画館にある『聖カタリナの神秘の結婚』が挙げられる。この小品は、聖カタリナとキリストの結婚を描いている。この作品と『聖母の結婚』の二点だけが決定的にミケリーノに帰することができる作品（両方とも板絵）である。『 聖母の結婚』は、ニューヨークのメトロポリタン美術館が所有しているが、現在は表面が損傷してしまっている。金の装飾が施された板上にテンペラで描かれたこの作品は、年配の聖ヨセフが若くて臆病な聖母に指輪を贈る様子を描いている。周囲の拒絶された男性の表情に見られるユーモアは、表情で場面に動きを導入する能力を通した、ミケリーノの技術を強調している。『聖母の結婚』は、ミケリーノの作品の込み入った構図と装飾写本を反映したものとなっている。さらに、作品の曲線の形は国際ゴシック様式を象徴している。

## 遺産と重要性
ミケリーノは生涯と死後、その作品と技術で大きな評価を得たが、作品のほとんどが現存していないため、今日ではほとんど知られていない。ヒューマニストのウンベルト・デセンブリオは、ミケリーノを「私たちの時代で最も著名な芸術家」と呼んだ。同時代の人々はミケリーノを「最高の画家」と呼んだ。さらに、ベリー公はミケリーノに面会するための代理人を派遣したが、代理人は、ミケリーノは「世界のすべての画家の中で最も優れた画家」であると報告した。

## 主な作品
- 聖カタリナの神秘の結婚、1420年（シエナ国立絵画館）
- 聖母子を描く聖ルカ（モルガン・ライブラリー・博物館、ニューヨーク）
- 聖母の結婚（メトロポリタン美術館、ニューヨーク）
- 合唱本の歴史的な冒頭の断片：荘厳のキリスト、1400年（クリーブランド美術館、クリーブランド）
- ジャン・ガレアッツォ・ヴィスコンティの賛辞、1403年（パリ国立図書館）